# کشتی اسکورت اوکیناوا
کشتی اسکورت اوکیناوا (به انگلیسی: Japanese escort ship Okinawa) یک کشتی بود که طول آن 78,8 meters بود. این کشتی در سال ۱۹۴۴ ساخته شد.